# Eleven 80
Eleven80 es un rascacielos residencial de 137 m de altura situado en el Downtown de Newark, en el estado de Nueva Jersey (Estados Unidos). Nombrado por su dirección en 1180 Raymond Boulevard, Eleven 80 está  justo al norte de Four Corners frente al Military Park. Es un sello distintivo del horizonte de Newark desde su construcción como un edificio de oficinas de 36 pisos en 1930. Se destaca por sus detalles y ornamentación art déco.

## Historia
Diseñado por el arquitecto de Newark Frank Grad, fue el edificio más alto de la ciudad desde su inauguración en 1930 hasta que se la del Nacional Newark Building un año después. Vacante desde 1986, se convirtió en uso residencial después de una renovación de 120 millones de dólares por parte del Cogswell Group, y volvió a abrir en 2006. Los nuevos apartamentos fueron las primeras unidades de alquiler sin subsidio en el centro de Newark desde la finalización de Pavilion y Colonnade Apartments en 1960.
La base de cinco pisos cuenta con paneles de terracota y enjutas de metal decoradas con motivos florales geométricos. Las letras "LN" se pueden ver sobre el tercer piso, para Lefcourt Newark, el nombre original del edificio. En la actualidad, consta de 317 residencias de alquiler de lujo de una y dos habitaciones, que se alquilan a precios inferiores a los de los mercados de Nueva York, Jersey City y Hoboken. El edificio cuenta con comodidades que incluyen un club de salud, una bolera, una cancha de baloncesto y una sala multimedia y ofrece un servicio de camioneta gratuito a la tienda de comestibles, el tren y el aeropuerto.